# У (паровоз)
Паровоз У (Уральский) — пассажирский паровоз, производившийся на Путиловском заводе с 1906 по 1912 год для Рязано-Уральской, Николаевской, Юго-Западной, Привислинской и Ташкентской дорог.

## История паровоза
В 1901 году Рязано-Уральская железная дорога заказала проект нового, более мощного паровоза. Задание на проектирование составлял инженер А. Е. Делакроа. Проекты разрабатывались Путиловским, Харьковским, и Брянским заводами. Инженерный совет МПС в июле 1903 года утвердил проект, выполненный Путиловским заводом под руководством инженера В. М. Гололобова.
Первый паровоз был построен в конце 1906 года. В марте 1907 года паровоз был отправлен на Рязано-Уральскую дорогу, где получил наименование П1.
В 1911 году в конструкцию паровоза были внесены изменения: усилен котёл, поставлен пароперегреватель, увеличен диаметр малых цилиндров. Паровозы с этими изменениями получили серию Уу.
В 1912 году по заданию Рязано-Уральской и Московско-Виндаво-Рыбинской железных дорог Путиловский и Харьковский завод внесли изменения в проект паровоза, но этот проект реализован не был и паровозы серии Уу до дорог не дошли.
Всего за годы постройки было построено 63 единицы паровозов серий У и Уу.

## Конструкция паровоза
Осевая формула паровоза 2-3-0. Котел с 244 дымогарными трубами диаметром 46/51 мм. Максимальная скорость установлена 105 км/ч, диаметр движущих колёс — 1730 мм, бегунковых — 950 мм.
Паровая машина — четырёхцилиндровый компаунд. Цилиндры высокого давления расположены снаружи рамы и связаны со средней движущей осью, а цилиндры низкого давления — внутри рамы и приводили в движение первую коленчатую ось (система де Глена). Внутренние колена первой движущей оси располагались противоположно наружным кривошипам, поэтому машина не требовала тяжелых противовесов. У паровозов был очень спокойный ход при высоких скоростях (115—117 км/ч). Вредного влияния на слабый рельсовый путь обнаружено не было.
В 1910 году испытания показали, что паровоз серии У удовлетворительно работает при отсечках в цилиндрах высокого давления не более 0,3. При больших выпусках мощность паровоза оказалась недостаточной. При высокой нагрузке паровоз «бросал воду». Результаты опытов послужили поводом переделки конструкции паровоза и появления паровозов серии Уу.
У паровозов серий У и Уу Рязано-Уральской железной дороги были полукруглые тендеры с тележками Даймонда, предназначенные для воды и нефти (23 т и 8,2 т).
Паровозы для Р. У. ж. д. выпускались с тормозами системы «Нью-Йорк», а для остальных дорог с тормозами Вестингауза.

## Паровоз У-127

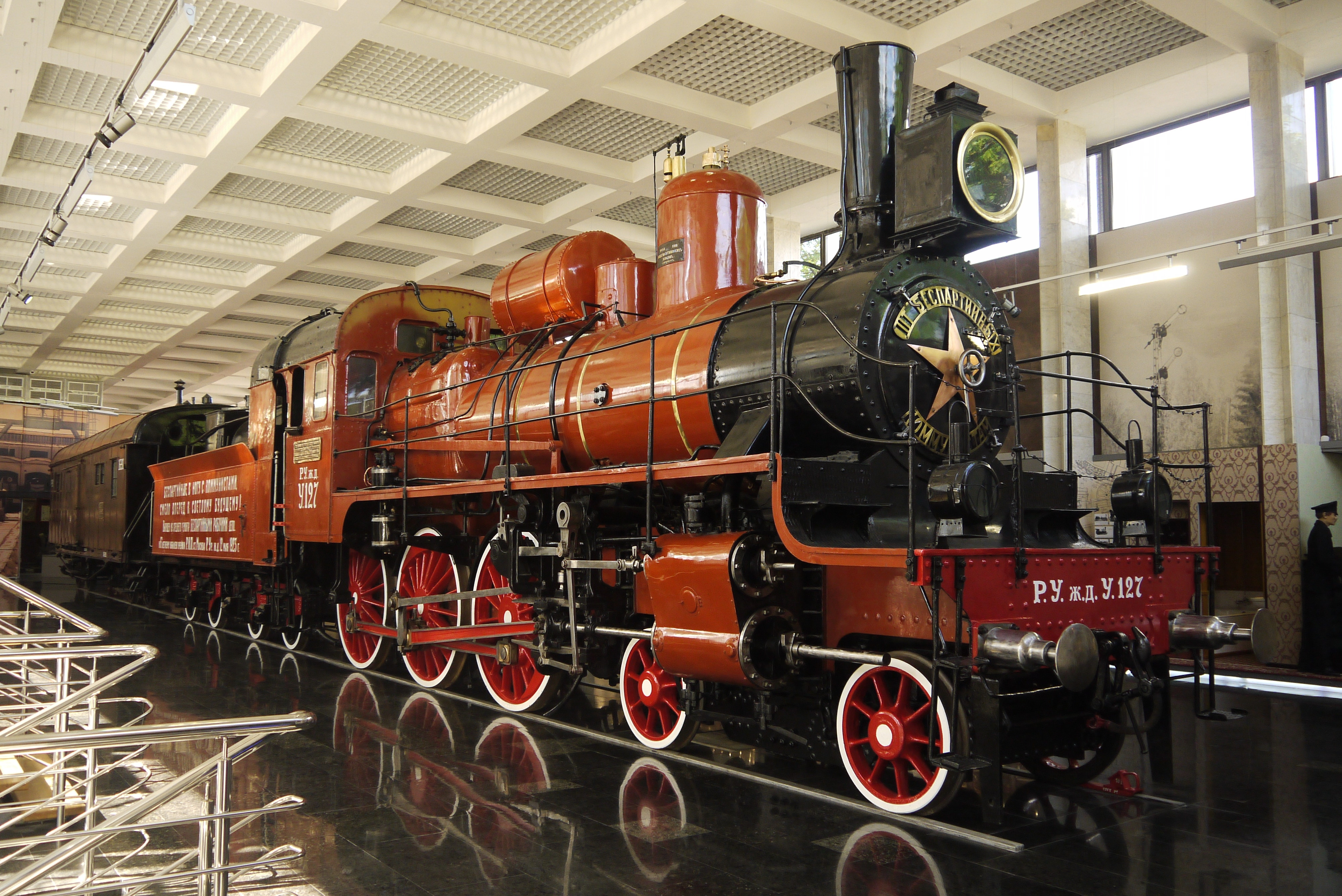
У-127 в музейном павильоне у Павелецкого вокзала

Единственный сохранившийся паровоз этой серии — У-127 зав. номер 1960 — был построен на Путиловском заводе в 1910 году для Ташкентской железной дороги. Во время гражданской войны паровоз работал на прифронтовых участках под Актюбинском, Оренбургом и Мёртвыми Солями, где получил серьёзные повреждения. После этого он был доставлен в Москву, по-видимому, на запчасти. В мае 1923 года был восстановлен на субботнике в депо Москва Рязано-Уральской железной дороги. Тогда же он был окрашен в красный цвет, и на бортах тендера появились революционные лозунги. Почётным машинистом паровоза рабочие депо избрали В. И. Ленина, а почётным помощником машиниста Р. С. Землячку.
23 января 1924 года паровоз У-127 провёл траурный поезд с телом В. И. Ленина от платформы Герасимовская до Павелецкого вокзала. После этого он водил пассажирские поезда на Павелецком направлении ещё 13 лет. Приписан паровоз был, по-видимому, к депо Москва. Паровоз был снят с эксплуатации в 1937 году. Тогда же было принято решение сохранить его потомкам на память как свидетеля всенародной скорби. После этого У-127 прошёл капитальный ремонт и был тщательно отреставрирован. В начале войны паровоз был эвакуирован в Ульяновск и только в октябре 1945 года был возвращён в Москву. В 1948 году рядом с Павелецким вокзалом был построен специальный павильон «Траурный поезд» — филиал Центрального музея В. И. Ленина. В нём были установлены паровоз У-127 вместе с вагоном номер 1691, в котором везли тело вождя.